# Svarttjärnen (Ramsele socken, Ångermanland, 704508-151923)
Svarttjärnen är en sjö i Sollefteå kommun i Ångermanland och ingår i Ångermanälvens huvudavrinningsområde.